# 신범식 (배우)
신범식(1971년 12월 25일~)은 대한민국의 배우, 무술가이다. 용인대학교에서 유도학과 학사 학위를 받았으며 1992년에 개봉된 영화 《무인도의 남과 여》의 단역을 통하여 영화 배우로 데뷔했다.

## 학력
- 1990년 ~ 1994년 용인대학교 유도 학사

## 출연

### 방송

#### 드라마
- 1997년 MBC 《영웅반란》
- 2003년 SBS 《올인》 - 임대수 수하 역
- 2003년 MBC 《MBC 베스트극장 - 겨울새의 꿈》
- 2003년 MBC 《나는 달린다》
- 2004년 SBS 《작은 아씨들》 - 건달 역
- 2007년 SBS 《쩐의 전쟁》
- 2008년 SBS 《사랑해》
- 2008년 KBS 2TV 《강적들》
- 2010년 SBS 《자이언트》
- 2011년 SBS 《보스를 지켜라》
- 2011년 SBS 《폼나게 살거야》
- 2011년 KBS 2TV 《포세이돈》
- 2012년 SBS 《부탁해요 캡틴》 - 사채업자 역
- 2012년 MBC 《해를 품은 달》 - 반달곰 역
- 2012년 SBS 《옥탑방 왕세자》 - 주막에서 일하는 남자 역
- 2012년 SBS 《바보엄마》
- 2012년 SBS 《내 인생의 단비》
- 2012년 SBS 《내 사랑 나비부인》
- 2013년 SBS 《그 겨울, 바람이 분다》
- 2013년 SBS 《황금의 제국》
- 2013년 tvN 《후아유》 - 밀수조직원 역
- 2013년 MBC 《황금 무지개》
- 2013년 MBC 《미스코리아》
- 2014년 MBC 《트라이앵글》 - 썍썍이파 보스 역 (16회, 특별 출연)
- 2014년 SBS 《너희들은 포위됐다》 - 조폭 역
- 2014년 MBC 《왔다! 장보리》 - 조폭 역 (40회, 특별 출연)
- 2015년 OCN 《아름다운 나의 신부》

#### 교양
- 2020년 KBS 2TV 《TV는 사랑을 싣고》 - 출연자 (2020.10.28)

### 영화
- 1992년 《무인도의 남과 여》 - 사내 3 역
- 1993년 《무정의 제3부두》 - 고만식 부하 역
- 1994년 《장미빛 인생》 - 어깨들 역
- 1994년 《해적》 - 사천왕 2 역
- 1995년 《테러리스트》 - 무술 연기 역
- 1995년 《리허설》 - 사내 5 역
- 1996년 《투캅스 2》
- 1997년 《비트》 - 킹콩 역
- 1997년 《넘버 3》
- 1997년 《깊은 슬픔》 - 액션 연기 역
- 1998년 《토요일 오후 2시》 - 달수패 5 역
- 1998년 《남자의 향기》 - 흑성회 역
- 2000년 《그림일기》 - 촬영장 주인공 역
- 2000년 《킬리만자로》 - 박 경장 역
- 2001년 《건달의 법칙》
- 2002년 《일단 뛰어》 - 반지낀 사내 역
- 2002년 《해적, 디스코왕 되다》 - 황제 어깨 2 역
- 2002년 《성냥팔이 소녀의 재림》 - 오인조 역
- 2003년 《동갑내기 과외하기》 - 험상 3 역
- 2003년 《영어완전정복》 - 덩치남 역
- 2003년 《올드보이》
- 2006년 《예의없는 것들》 - 빠찡코 돼지 역
- 2008년 《당신이 잠든 사이에》 - 깍두기 역
- 2011년 《오직 그대만》 - 동수 역
- 2013년 《더 엑스》 (단편 영화) - 덩치요원 역
- 2014년 《제4 이노베이터》 - 신도 컨테이너 경비 역
- 2014년 《개를 훔치는 완벽한 방법》
- 2015년 《권법형사: 차이나타운》 - 일통 역
- 2016년 《대결》 - 유도장 관장 역
- 2017년 《루시드 드림》 - 조폭 역
- 2018년 《돌아와요 부산항애》 - 민구 부하 1 역
- 2018년 《여중생A》 - 게임세계 - 길마 역
- 2019년 《퍼펙트맨》 - 앵커 역
- 2019년 《구마적》 - 가야시 역

## 제작

### 방송

#### 드라마
- 2004년 MBC 《아일랜드》 - 스턴트

#### 영화
- 2014년 《개를 훔치는 완벽한 방법》 - 무술팀
- 2019년 《구마적》 - 무술팀